# Fehntjer Tief-Nord
Das Fehntjer Tief-Nord ist ein ehemaliges Naturschutzgebiet in den niedersächsischen Gemeinden Ihlow und Großefehn im Landkreis Aurich und der Gemeinde Moormerland im Landkreis Leer.
Das ehemalige Naturschutzgebiet mit dem Kennzeichen NSG WE 201 ist 450 Hektar groß. Davon entfallen 446 Hektar auf den Landkreis Aurich und 4 Hektar auf den Landkreis Leer. Das ehemalige Naturschutzgebiet ist vollständig Bestandteil des FFH-Gebietes „Fehntjer Tief und Umgebung“ und des EU-Vogelschutzgebietes „Fehntjer Tief“. Im Osten grenzte das Naturschutzgebiet, das vollständig nördlich des Fehntjer Tiefs lag, an die ehemaligen Naturschutzgebiete „Flumm-Niederung“ und „Feuchtgebiet Westgroßefehn“, der westliche Teil grenzte an das ehemalige Naturschutzgebiet „Fehntjer Tief-Süd“. Das Gebiet stand seit dem 7. Juli 1990 unter Naturschutz. Zum 15. Mai 2021 ging es im neu ausgewiesenen Naturschutzgebiet „Fehntjer Tief und Umgebung Nord“ auf. Zuständige untere Naturschutzbehörden waren die Landkreise Aurich und Leer.
Das Gebiet ist geprägt von Grünland und Feuchtwiesen und wird überwiegend extensiv landwirtschaftlich genutzt. Durch die Unterschutzstellung sollte das Niederungsgebiet, das Bestandteil eines erhaltenen Hammrichs in Nordwest-Niedersachsen ist, erhalten werden und bedrohten Tier- und Pflanzenarten als Lebensraum dienen.